# Rhyacophila vandeli
Rhyacophila vandeli är en nattsländeart som beskrevs av Raymond Justin Marie Despax 1933. Rhyacophila vandeli ingår i släktet Rhyacophila och familjen rovnattsländor. Inga underarter finns listade i Catalogue of Life.